# Chiesa di San Martino (Lugano)
La chiesa-oratorio di San Martino di Tours è un edificio religioso che si trova sul monte Sorivo, presso Sonvico, quartiere di Lugano.

## Storia
È sempre stata considerata fra le più antiche chiese romaniche della regione. I restauri del 1986 e la conseguente esplorazione archeologica hanno portato alla luce informazioni e reperti di eccezionale importanza, in particolare la presenza di un edificio di culto preesistente, uno dei pochi esempi di chiesa in legno del versante sud delle Alpi. Al suo interno è stata rinvenuta una fibula romanzo-longobarda databile tra il 650 e il 700 d.C..
L'edificio viene citato in documenti storici risalenti al 1146. L'edificio in legno fu sostituito successivamente da una costruzione in pietra (l'attuale abside sembra essere una rimodellazione dell'originaria abside dell'VIII secolo). Nel 1100 la chiesa venne prolungata verso ovest, operazione ripetuta una seconda volta nel corso del XIV secolo. Il campanile risale all'XI secolo.

## Descrizione
La chiesa si presenta come un edificio a navata singola, terminante in un'abside semicircolare che, in origine, doveva essere più alta rispetto a come si presenta oggi.
Internamente, la chiesa ospita affreschi che coprono un arco temporale che va dal periodo tardogotico a quello barocco.